# I Hold On
I Hold On è un brano co-scritto e registrato dal cantautore Statunitense Dierks Bentley. È il secondo singolo estratto dal suo album del 2014, Riser.

## Il brano
La canzone descrive il cantante che affronta la vita tenendo duro per le cose in cui crede: la sua fiducia, l'amore della sua compagna e la loro libertà.

## Video musicale
Il video musicale è stato diretto da Wes Edwards.

## Classifiche
| Classifica (2014)             | Posizione massima |
| ----------------------------- | ----------------- |
| Canada                        | 44                |
| Canada (Country)              | 2                 |
| Stati Uniti (Billboard 100)   | 40                |
| Stati Uniti (Country)         | 3                 |
| Stati Uniti (Country Airplay) | 1                 |